# Александер Палушек
Александер Палушек (пол. Aleksander Paluszek, нар. 9 квітня 2001, Вроцлав, Польща) — польський футболіст, центральний захисник клубу «Шльонськ».

## Клубна кар'єра
Александер Палушек народився у місті Вроцлав і є вихованцем місцевого клубу «Шльонськ». З 2011 року Палушек грапв у молодіжних складах клубу. Та до першої команди захисник так і не зумів пробитися, переважно граючи у дублі. І у 2019 році футболіст перейшов до іншого клубу Екстракласи «Гурник» з Забже.
Влітку 2021 року Палушек уклав річний контракт оренди з клубом словацької Фортуна - ліги «Погроньє».

## Збірна
З 2021 року Александер Палушек є гравцем молодіжної збірної Польщі.